# 劍橋生物醫學園區
劍橋生物醫學園區位于英國劍橋市的南部，是歐洲最大的生物科學及醫學研究基地。 園區由劍橋大學負責管理，營運資金由產官學多方共同挹注，具有國家級生物醫學研究中心的地位 (National Institute for Health Research Biomedical Research Centre)。 它屬於劍橋大學醫療夥伴聯盟一員，同時也是阿登布鲁克医院、劍橋大學医学院、以及許多大型生物醫學企業及新創產業總部的所在地。

## 組成機構
劍橋生物醫學園區是以下機構的所在地: 
- 阿登布鲁克医院 (Addenbrook's Hospital): 劍橋的大型教学医院，位於園區的中心地區。

- Royal Papworth Hospital
- Rosie Maternity Hospital
- 阿斯利康製藥 (AstraZeneca)
- 劍橋大學醫學院 (University of Cambridge School of Clinical Medicine)
- 醫學研究委員會所屬分子生物學實驗室 (MRC Laboratory of Molecular Biology)
- 醫學研究委員會所屬粒線體生物學中心 (MRC Mitochondrial Biology Unit)
- 惠康基金會-醫學研究委員會所屬劍橋幹細胞研究中心 (Wellcome Trust - Medical Research Council Cambridge Stem Cell Institute)
- 英國癌症研究協會所屬劍橋中心 (Cancer Research UK Cambridge Institution, CRUK-CI)
- 劍橋醫學研究中心 (Cambridge Institute for Medical Research, CIMR)
- 沃福森基金會腦部影像研究中心 (Wolfson Brain Imaging Centre)
- Hutchison/MRC Research Centre
- 代謝醫學研究所 (Institute of Metabolic Science)
- 腦部復原研究中心 (Brain Repair Centre)
- University Technical College Cambridge